# Яір (Новий Завіт)

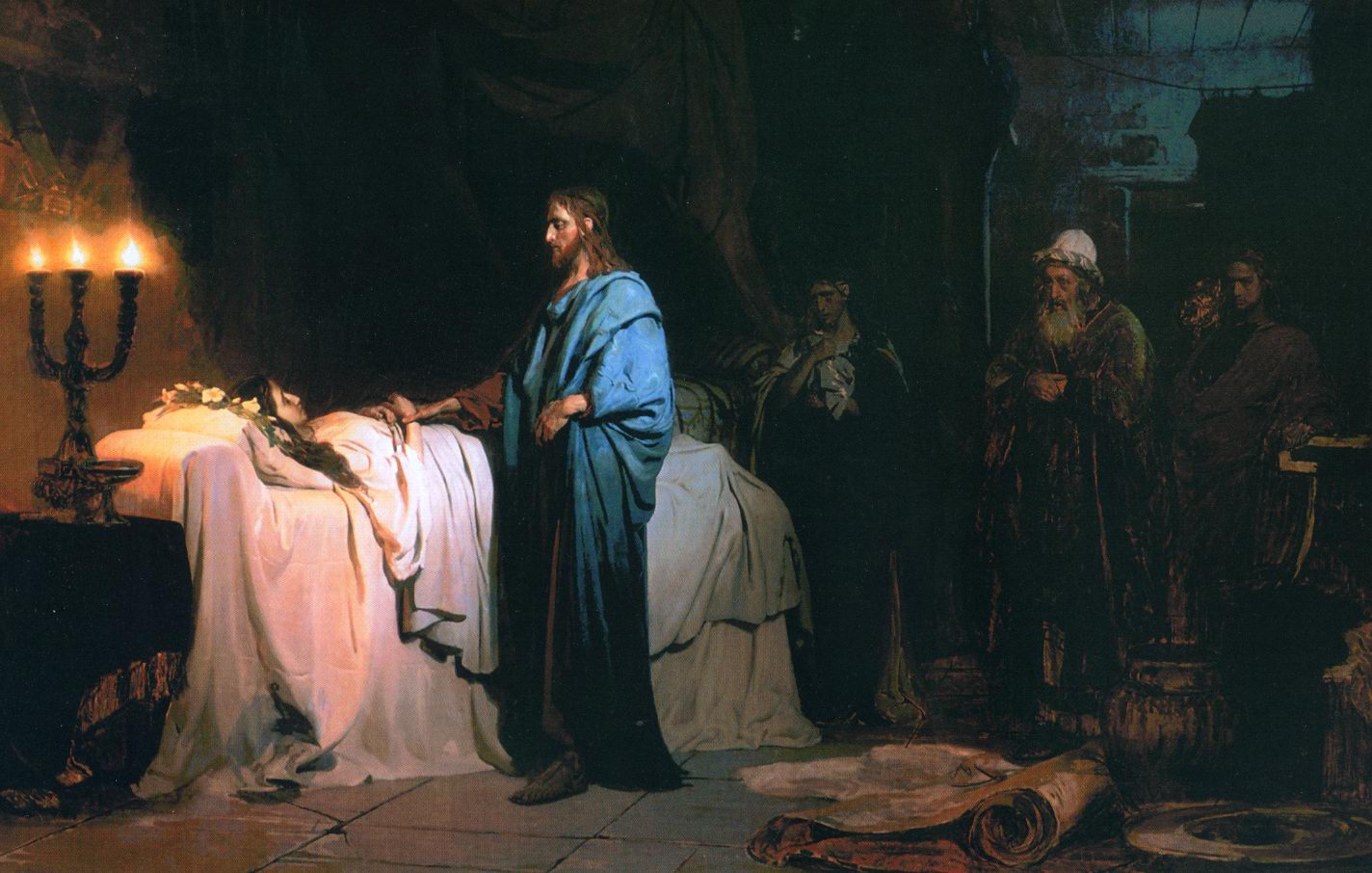
Ілля Репін. Пробудження дочки Яіра

Яір — старший синагоги, дочку якого воскресив Ісус Христос.
Розповідь про пробудження дочки Яіра описана у Новому Завіті у Мр. 5, 35-43 та Лк. 8. 49-56.
Яір був старший синагоги у Галилеї. Його дванадцятирічна дочка була важко хвора і ніхто їй не міг допомогти. Яір почув про Ісуса, що перебував близько та пішов до нього. Він просив Його допомогти доньці. Ісус пішов до нього. По дорозі прийшла звістка, що донька Яіра померла. Прийшовши до хати, він не пустив нікого з собою всередину, крім Петра, Йоана та Якова з батьком та матір'ю дитини. У домі Яіра було вже більше людей, які плакали та голосили за дівчиною. Ісус до них звертається: «Не плачте, вона не вмерла, вона тільки спить.». Проте ті лише сміялися з нього, «бо знали, що вмерла» (Лк. 8.53). Ісус взяв руку дівчини і промовив : «Взявши ж дівча за руку, сказав до нього: Таліта кум — що значить у перекладі: Дівчино, кажу тобі, встань! І притьмом устало дівча й почало ходити ..». Ісус наказав дати їй їсти.